# Zytokinsturm
Ein Zytokinsturm, synonym Hyperzytokinämie, ist eine besonders starke Form des Zytokin-Freisetzungssyndroms (CRS), von dem es sich durch seine extreme Ausprägung unterscheidet. Dabei setzt das Immunsystem hohe Konzentrationen an entzündungsrelevanten Zytokinen frei, die wiederum Leukozyten zur Bildung weiterer Zytokine anregen (Positive Rückkopplung). Die Bezeichnung wurde erstmals 1993 in Bezug auf eine Graft-versus-Host-Reaktion verwendet.

## Eigenschaften
Im Zuge einer Immunreaktion werden Zytokine gebildet, um weitere Immunzellen zu aktivieren, worauf diese an den Ort der Entzündung wandern und ebenfalls Zytokine bilden. So wird die Immunreaktion verstärkt. Bei einem Zytokinsturm werden Leukozyten so stark aktiviert, dass die Immunreaktion nicht automatisch abklingt, was üblicherweise geschieht, wenn das Antigen nicht mehr vorhanden ist. In Folge eines Zytokin-Freisetzungssyndroms oder eines Zytokinsturms versammeln sich viele Immunzellen am Ort der Entzündung. Sie bilden verschiedene Zytokine, Radikale und Gerinnungsfaktoren, die die Funktion eines Gewebes beeinträchtigen – bis hin zum Organversagen. Einen Zytokinsturm verursachen hohe Konzentrationen der Zytokine IL-6 und IL-8 sowie der Chemokine CCL2, CCL5, CXCL10 und CXCL9.
Die Symptome eines Zytokinsturms umfassen Fieber, Schwellung, Rötung, Müdigkeit und Übelkeit, die in schweren Verlaufsformen lebensbedrohlich sein können.

## Vorkommen
Ein Zytokin-Freisetzungssyndrom oder Zytokinsturm kann vor allem bei der CAR-T-Zell-Therapie entstehen, bei der es eine „on-target“-Wirkung darstellt, da die Therapie die T-Zell-Aktivierung zum Ziel hat. Auch bei weiteren Erkrankungen und Therapien kann es zu einer erhöhten Zytokinfreisetzung kommen, darunter bei der Graft-versus-Host-Reaktion (GVHD), beim Acute Respiratory Distress Syndrome (ARDS), bei der Sepsis, beim Systemischen inflammatorischen Response-Syndrom (SIRS) und bei Infektionskrankheiten. Zu letzteren zählen Ebolafieber, Vogelgrippe H5N1, Pocken, Hasenpest, ebenso Influenza, MERS-CoV, SARS und COVID-19.
Ein Zytokinsturm kann auch durch Wirkstoffe induziert werden, wie z. B. das schwerwiegende unerwünschte Ereignis in der Phase-I-Studie von TGN1412, nach der Verabreichung von Interleukin-2 oder in seltenen Fällen bei einer Infusion von Rituximab.
Ein kontrollierter und limitierter „Zytokinsturm“ (der dann eher einem Zytokin-Freisetzungssyndrom entspricht) wird durch die aktive Fiebertherapie mit mixed bacterial vaccines (MBV) nach William Coley ausgelöst; der Einsatz erfolgt bei onkologischen und bestimmten chronischen Erkrankungen.

## Therapie
2017 wiesen Mediziner darauf hin, dass viele Infektionskrankheiten weniger vom jeweiligen Pathogen als vielmehr von immunologischen Überreaktionen des Wirtes verursacht sind. Diese Einsicht legt die Basis für neue therapeutische Ansätze.
Auch für schwere Fälle von COVID-19 gibt es Therapie-Vorschläge gegen den Zytokinsturm in der Lunge, der auch zum Tod führen kann. EXO-CD24 ist dafür ein experimentelles Inhalationsmedikament. Das Medikament befand sich im Februar 2021 in der Phase-I-Studie, an der 30 schwer an COVID-19 erkrankte Patienten im Alter von 18 bis 85 Jahren teilnahmen. Die Ergebnisse seien vielversprechend.
Verschiedene Wirkstoffe werden zur Behandlung des Zytokin-Freisetzungssyndrom und des Zytokinsturms untersucht, darunter Corticosteroide, PPAR-Agonisten, Sphingosin-1-phosphat-Rezeptor 1-Agonisten, COX-2-Hemmer, Antioxidantien, Hemmung des Tumornekrosefaktors, Infusion von Antikörpern, Statine und Arbidiol.
Der Monoklonale Antikörper Tocilizumab ist seit 2017 zur Behandlung des Zytokin-Freisetzungssyndroms (und somit auch des Zytokinsturms) zugelassen. Im Juni 2018 empfahl der Ausschuss für Humanarzneimittel (CHMP) der Europäischen Zulassungsbehörde (EMA) eine Zulassungserweiterung für Tocilizumab auch für die Staaten der EU.